# Tomaso Tatti
Tomaso Tatti (Teti, 14 settembre 1972) è un dirigente sportivo, allenatore di calcio ed ex calciatore italiano, di ruolo attaccante, direttore sportivo dell'Olbia.

## Carriera

### Giocatore
Ha iniziato la carriera nel Bari, esordendo in Serie A il 14 aprile 1991 in Bari-Fiorentina (0-0). Nello stesso anno si trasferisce in Serie C1 nello Spezia, dove gioca per due stagioni totalizzando 34 presenze e 3 gol. Nel 1993 torna al Bari in Serie B, non riuscendo mai a scendere in campo, così nella sessione autunnale di calciomercato viene ceduto in C1 al Matera, dove in 24 partite segna 2 reti.
Con i lucani retrocede (per illecito amministrativo) in Serie C2 ma viene riconfermato per il campionato successivo, dove l'attaccante mette a segno 10 gol in 29 partite. Le sue buone prestazioni attirano l'interesse del Cosenza che lo ingaggia e lo fa giocare per la prima volta (1995-1996) in Serie B. Alla sua prima stagione realizza 6 reti in 26 presenze. L'anno successivo gioca 24 partite realizzando 4 gol, nella stagione che segna l'amara retrocessione in Serie C della squadra calabrese.
Il riscatto però è dietro l'angolo. Nel 1997-1998, in C1, diventa un titolare fisso della squadra di Giuliano Sonzogni (facendo coppia in attacco con Massimo Margiotta): su 27 presenze segna 6 reti al termine di una stagione trionfante conclusasi con la promozione dei silani. Al ritorno in B Tatti ottiene la definitiva consacrazione in maglia rossoblu: gioca 31 partite e mette a segno 14 gol, diventando il capocannoniere stagionale del Cosenza che riesce a salvarsi dalla retrocessione. Nella stagione 1999-2000 totalizza 34 presenze e mette a segno 6 reti. L'anno successivo resta al Cosenza (sempre in B) fino a settembre, giocando solo 2 partite.
Poi, infatti, si trasferisce al Perugia in Serie A. Con gli umbri però trova poco spazio: su 6 presenze di campionato tuttavia riesce a segnare anche il suo primo e unico gol nella massima serie, nella partita che i grifoni vincono per 4-1 contro il Bari (17 dicembre 2000). L'anno successivo rientra al Cosenza in Serie B, sotto la guida del tecnico Luigi De Rosa, suo ex compagno di squadra ai tempi del Matera e dello stesso Cosenza per diversi anni; con la squadra cosentina realizza 6 reti in 29 partite che contribuiscono a portare in salvo il club silano.
È l'ultima stagione con la maglia rossoblu che lascia dopo aver totalizzato 171 presenze e 42 gol in gare di campionato. Scende poi di categoria per indossare la maglia della SPAL con cui gioca per due stagioni e mezzo in C1: nella prima mette a segno 10 gol in 30 gare disputate, mentre nella seconda colleziona soltanto 10 presenze senza segnare mai. Inizia con la SPAL anche la stagione 2004-2005 in cui realizza un solo gol in 13 gare. Poi a gennaio del 2005 si trasferisce al Rende in Serie C2 dove chiude la carriera agonistica.

### Dopo il ritiro
Ha poi iniziato a svolgere la carriera da allenatore, lavorando dal 2007 con il Tavolara, club sardo attualmente militante in Serie D, come vice di Vittorio Pusceddu. Nella stagione 2009-2010 guida il San Teodoro, in Eccellenza. Nel campionato 2010-2011 subentra a stagione in corso alla guida della Nuorese.
Dopo solo un anno nel capoluogo barbaricino è protagonista di un colpo di scena nel calciomercato sardo: il 3 agosto viene infatti annunciato il suo ritorno nella panchina del Tavolara, da primo allenatore dopo l'avventura da vice di Pusceddu, se non fosse che il giorno prima lo stesso presidente aveva annunciato il ritorno sulla panchina biancoverde di Pusceddu.
Ha allenato il San Teodoro, club sardo, in Eccellenza e in Serie D.

## Palmarès
- Campionato italiano Serie C1: 1

Cosenza: 1997-1998 (girone B)